# Jugendwanderkutter

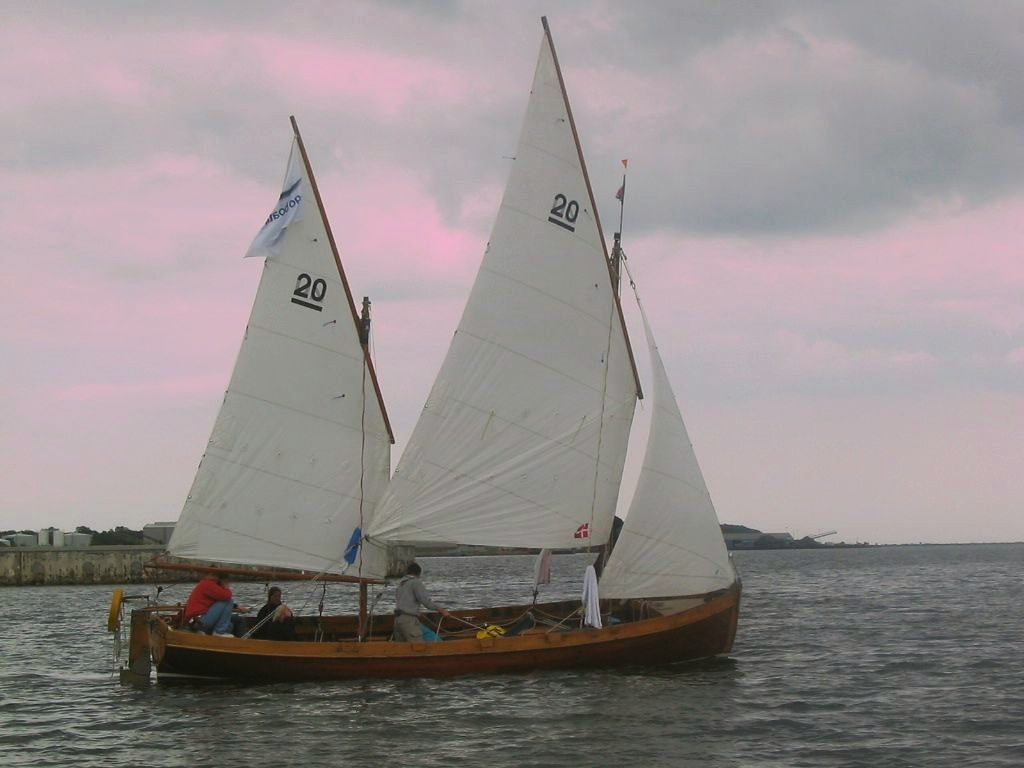
Jugendwanderkutter Kersten Miles (Segelnummer 20) beim Auslaufen aus einem dänischen Ostsee-Hafen

Der Jugendwanderkutter ist ein offenes Segelboot mit Luggersegeln, das in der Jugendarbeit von Segelvereinen Verwendung findet.

## Geschichte
Der Jugendwanderkutter wurde aus Marinekuttern (Kutter zweiter Klasse, K II K) der kaiserlichen Marine entwickelt und ist entfernt mit dem später entwickelten Kutter ZK10 verwandt. Die traditionelle Rumpfbauweise der heutigen Jugendwanderkutter ist fast identisch mit der der Rettungsboote der kaiserlichen Marine um 1900. Damals wurden diese Boote von größeren Besatzungen mit Muskelkraft durch die stärksten Stürme bewegt, um Seeleuten in Not zu helfen.
Als nach dem Zweiten Weltkrieg die Nachfrage nach Beschäftigung für Jugendliche stieg, suchten Segelvereine nach einem stabilen und sicheren Boot für ihre Jugendarbeit. Mit dem Jugendwanderkutter wurde, unter Anlehnung an die bewährten Marinekutter, aber geändertem Lateralplan und Rigg, ein Bootstyp konzipiert, der von einer kleineren, 6–9-köpfigen Gruppe Jugendlicher gesegelt oder gerudert werden konnte. Die Boote sind als Lugger-Ketsch getakelt. Sie tragen nicht das kutterübliche einmastige Rigg, sondern sind mit einem zweimastigen Luggerrigg ausgestattet, dessen Großsegel baumlos gefahren wird. Ein Rundschwert lässt sich stufenlos fieren, um beim Segeln den Lateralplan zu vergrößern.

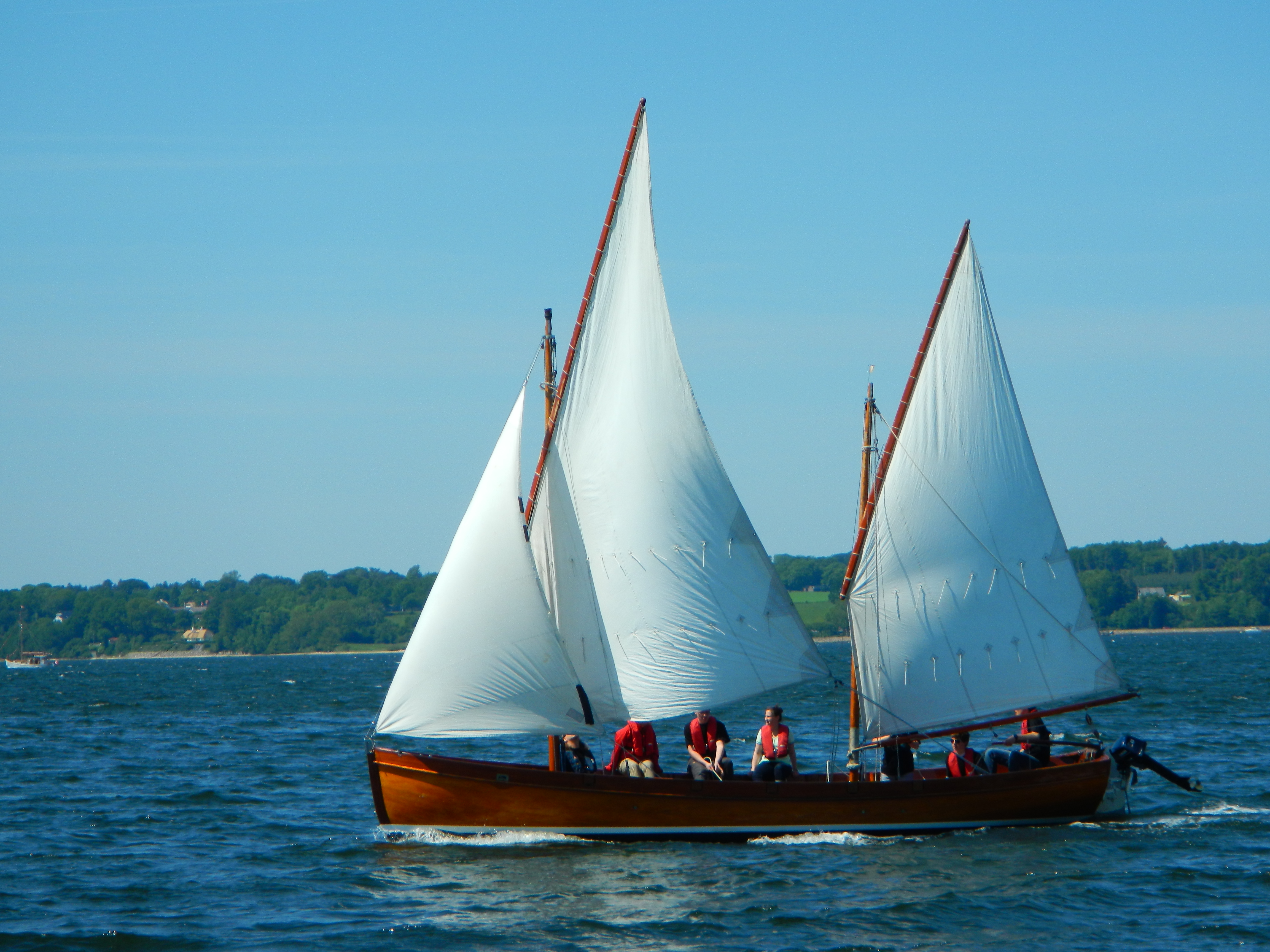
Jugendwanderkutter Balu, JugendKutterWerk Bremen e.V.

Traditionell wird der Kutter in Kraweel-Bauweise gebaut und muss, nachdem er längere Zeit an Land stand, erst gewässert werden, damit die Stöße zwischen den Planken zuquellen. Ein Vorteil dieser Bauweise ist, dass das Boot robust und reparaturfreundlich ist. Seit einigen Jahren werden formverleimte und GFK-Kutter gebaut, die zwar leichter sind und weniger Pflege benötigen, dafür aber aufwendiger zu reparieren sind.
Der Jugendwanderkutter wurde in den 1960er Jahren vom Deutschen Segler-Verband als eigene Bootsklasse anerkannt und ist seitdem etwa 40 Mal gebaut worden. Das Segelzeichen wechselte mehrfach. Durchgesetzt hat sich ein Nummernsystem mit unterstrichenen schwarzen Ziffern im Besan. Etwa 5 bis 10 Exemplare sind noch auf der Elbe rund um Hamburg aktiv, einige weitere gibt es auf Nord- und Ostsee und im Weser-Ems-Gebiet. Viele der traditionsreichen Segler mussten jedoch inzwischen „ihre letzte Reise antreten“ und sind ausgemustert worden.

## Gegenwart
Das Boot ist für küstennahe Tages- und Wochenendtouren konzipiert und ideal für die Elbe geeignet. Einmal im Jahr jedoch, im Sommer, fahren die Jugendwanderkutter auf eine drei- bis vierwöchige Langfahrt, meist mit dem Ziel Dänische Südsee. Einige Crews unternehmen auch ein- bis zweiwöchige Herbsttouren, die zwar kalt sein können, andererseits durch Wind und Wetter einen besonderen Reiz haben. 
Der Bootstyp soll 14- bis 20-Jährige ansprechen und kann ab einer Mannschaftsstärke von fünf Personen gesegelt werden. Er gilt als geeignetes „Lehrmittel“ für das Erlernen von Segeln und guter Seemannschaft. Kuttersegeln ist außerdem preiswert, da die meisten Vereine von Schülern und Studenten nur den ermäßigten Mitgliedsbeitrag verlangen. Dennoch sind die Boote zunehmend seltener zu sehen, da die Vereine mit Jugendwanderkuttern Nachwuchssorgen haben.

## Liste der Jugendwanderkutter mit den Segelnummern
| Segelnummer     | Jugendwanderkutter                 | Club                             | Heimathafen                  | Baujahr                       | Bemerkung |
| --------------- | ---------------------------------- | -------------------------------- | ---------------------------- | ----------------------------- | --- |
| 1               | Helgoland                          | SVAOe                            | Hamburger Yachthafen (Wedel) |                               | |
| 2               | Unterelbe                          | WSCHa                            | Haseldorf                    |                               | früher SCU (Hamburg) |
| 3               | Lühesand                           | Walddorfschule Stade             |                              | früher WSC Lühe (Grünendeich) | |
| 4               | Hugo Rose                          |                                  | Genner Bugt (DK)             | 1964                          | früher SVC Cuxhaven |
| 5               | Onkel Ernst                        |                                  | Oberndorf, Oste              | 1960                          | früher SVC Cuxhaven |
| 6               | Alte Nordwest                      | JKN                              |                              |                               | Nach Lübeck an die Pfadfinder verkauft und dort wahrscheinlich später abgewrackt.                                                             |
| 7               | Rasmus                             | ASC                              | ZSK Bad Zwischenahn          | Mitte 1950er                  | früher Kurt Lange, nun in Bremen |
| 8               | Keen Tied                          | SCOe                             | Köhlfleet                    |                               | Ehemals ESV |
| 9               | (unbekannt)                        |                                  |                              |                               | |
| 10              | August                             | VSS                              | Konstanz-Wallhausen          | 1968                          | früher Kamerad III, VHS, Hamburg-Harburg |
| 11              | Tine                               | Haus Warwisch                    | Yachthafen Mühlenberg        |                               | früher SVR, Hamburg-Wilhelmsburg |
| 12              | Neumühlen                          | SVAOe                            | Hamburger Yachthafen (Wedel) | 1969                          | |
| 13              | Eny VII                            | K.SC                             | Kiel – Camp 24/7             |                               | früher SVN (Hamburg) |
| 14              | Teufelsbrück                       | SVAOe                            | Hamburger Yachthafen (Wedel) | 1969                          | |
| 15              | Acapulco                           |                                  |                              |                               | |
| 16              | Dwars-driever II                   | WYCN                             | Wischhafen                   | 1973                          | früher WSV Uetersen |
| 17              | Roland von Wedel                   | SVWS                             | Wedel-Schulau                | 1974                          | |
| 18              | Dockenhuden                        | K.SC                             | Kiel – Camp 24/7             | 1974                          | früher MSC (Hamburg) |
| 19              | Hachede                            | SVG                              | Geesthacht                   |                               | |
| 20              | Kersten Miles                      | Interessengemeinschaft           | ZSK Bad Zwischenahn          |                               | früher SK Hansa Hamburg |
| 21              | Scharhörn                          | Inselschule Juist                | Juist                        | 1959                          | |
| 22              | MiM                                | MSK                              | Kiel – Möltenort             | 1979 bei Schneidereit         | |
| 23              | Plune                              | SRSV Plön                        | Plön                         |                               | früher Kleverberg beim YCS Strande |
| 24              | Oevelgönne                         | SVAOe                            | Hamburger Yachthafen (Wedel) | 1959                          | nach Unfall bei Regatta kurzfristig im Internationales Maritimes Museum Hamburg ausgestellt. Aufgrund eines Holzschädlings dann verschrottet. |
| 25              | Dwarsdriever (ehemals Onkel Hanne) | SPSD e.V. (Seepfadfinder)        | Lübeck-Travemünde            |                               | früher BSC (Hamburg) |
| 26              | Finkenwerder                       | TUS-Finkenwerder                 | Hamburg – Finkenwerder       | 1983                          | |
| 27              | Elmsfuer                           | SVN                              | Hamburger Yachthafen (Wedel) | 1985                          | |
| 28              | Dwarslöper                         | SPSD                             | Fischereihafen Travemünde    |                               | früher Acapulco MSC (Hamburg) |
| 29              | Viet                               | BSC                              | Hamburg – Blankenese         |                               | |
| 30              | Kurt Hahn                          | SSVL                             | Schulsportverein Louisenlund |                               | |
| 31              | Gemma                              |                                  |                              |                               | |
| 32              | Kersten Miles                      | SK Hansa                         | Hamburger Yachthafen (Wedel) | 1991                          | früher Nordwest |
| 33              | Hornblower                         | SSVL                             | Schulsportverein Louisenlund | 1999                          | |
| 34              | Robinson Crusoe                    | DHH                              | Glücksburg                   | 1999                          | |
| 35              | Spiekeroog 2                       | SSVL                             | Schulsportverein Louisenlund |                               | |
| 36              | Butenplöner                        | SRSV Plön                        | Plön                         | 1996                          | |
| 37              | Louisenlund 2                      | SSVL                             | Schulsportverein Louisenlund | 2003                          | |
| 38              | Vegefeuer                          | MTV Nautilus                     | Lemwerder                    | 1999                          | |
| 39              | Möwe von Köhlfleet                 | SCOe                             | Hamburger Yachthafen (Wedel) | 2006                          | |
| keine Vorhanden | Barbara                            | Haus Warwisch                    | Yachthafen Mühlenberg        |                               | |
| keine Vorhanden | John Albrecht                      | VWL                              | Bremen-Lesum                 | 1961                          | |
| (12)            | Dr. Bellmer III                    | SCE                              | Eckernförde                  | 1997                          | seit 2004 im Besitz des Segelclubs Eckernförde                                                                                                |
|                 | Balu                               | JugendKutterWerk Bremen e.V. JKW | Bremen-Vegesack, Bremerhaven | 1985                          | |